# 咲彩いちご
咲彩 いちご（さあや いちご、3月5日 - ）は、宝塚歌劇団月組に所属する娘役。
兵庫県宝塚市、百合学院高等学校出身。身長162cm。愛称は「いちご」、「なぎ」。

## 来歴
2016年、宝塚音楽学校入学。
2018年、音楽学校卒業後、宝塚歌劇団に104期生として入団。入団時の成績は12番。星組公演「ANOTHER WORLD／Killer Rouge」で初舞台。その後、月組に配属。
2023年のショー「Deep Sea」で役替わりでエトワールを務める。

## 人物
母は宝塚OGの舞希彩である。

## 主な舞台

### 初舞台
- 2018年4 - 6月、星組『ANOTHER WORLD』『Killer Rouge（キラー ルージュ）』（宝塚大劇場のみ）

### 月組時代
- 2018年7月、『愛聖女（サントダムール）-Sainte♡d’Amour-』（宝塚バウホール） - 学生
- 2018年8 - 11月、『エリザベート-愛と死の輪舞（ロンド）-』 - 新人公演：美容師（本役：菜々野あり）
- 2019年1月、『Anna Karenina（アンナ・カレーニナ）』（宝塚バウホール） - グリーシャ
- 2019年3 - 6月、『夢現無双』 - 新人公演：宮本村の少年／民衆（本役：桃歌雪）『クルンテープ 天使の都』
- 2019年7 - 8月、『ON THE TOWN（オン・ザ・タウン）』（梅田芸術劇場） - コニーアイランドの客
- 2019年10 - 12月、『I AM FROM AUSTRIA-故郷（ふるさと）は甘き調（しら）べ-』
- 2020年2月、『赤と黒』（御園座） - 貴族
- 2020年9 - 2021年1月、『WELCOME TO TAKARAZUKA-雪と月と花と-』『ピガール狂騒曲』[注釈 2]
- 2021年2 - 3月、『ダル・レークの恋』（TBS赤坂ACTシアター・ドラマシティ）
- 2021年5 - 8月、『桜嵐記（おうらんき）』 - 新人公演：楠木正行（少年）（本役：白河りり）『Dream Chaser』
- 2021年10 - 11月、『川霧の橋』 - おいち／お稲／カゲソロ『Dream Chaser-新たな夢へ-』（博多座）
- 2022年1月、『今夜、ロマンス劇場で』 - 茜秀子／代役：写真の女（本役：きよら羽龍）、新人公演：林英恵（本役：麗泉里）／栄子（本役：白河りり）『FULL SWING!』（宝塚大劇場）
- 2022年2 - 3月、『今夜、ロマンス劇場で』 - 茜秀子、新人公演：林英恵（本役：麗泉里）／栄子（本役：白河りり）『FULL SWING!』（東京宝塚劇場） トリプルエトワール
- 2022年5月、『Rain on Neptune』（舞浜アンフィシアター） - エメラルド
- 2022年7 - 8月、『グレート・ギャツビー』（宝塚大劇場） - クラブシンガー
- 2022年9 - 10月、『グレート・ギャツビー』（東京宝塚劇場） - クラブシンガー、新人公演：キャサリン（本役：白河りり）
- 2022年11 - 12月、『ブラック・ジャック 危険な賭け』『FULL SWING!』（全国ツアー） トリプルエトワール
- 2023年2 - 4月、『応天の門』 - 新人公演：麗菊（本役：麗泉里）『Deep Sea-海神たちのカルナバル-』 エトワール[注釈 1][3]
- 2023年6月、『月の燈影（ほかげ）』（宝塚バウホール） - 元吉
- 2023年8 - 9月、『フリューゲル-君がくれた翼-』 - エラ・コッホ、新人公演：アンジー（本役：桃歌雪）『万華鏡百景色（ばんかきょうひゃくげしき）』（宝塚大劇場）
- 2023年10 - 11月、『フリューゲル-君がくれた翼-』 - エラ・コッホ／代役：アンジー（本役：桃歌雪）『万華鏡百景色（ばんかきょうひゃくげしき）』（東京宝塚劇場）[注釈 3]
- 2024年1月、『G.O.A.T』（梅田芸術劇場）
- 2024年3 - 5月、『Eternal Voice 消え残る想い』『Grande TAKARAZUKA 110!』（宝塚大劇場）
- 2024年6 - 7月、『Eternal Voice 消え残る想い』 - 新人公演：メアリー・スチュアート（本役：白河りり）『Grande TAKARAZUKA 110!』（東京宝塚劇場）
- 2024年8 - 9月、『琥珀色の雨にぬれて』 - カトリーヌ『Grande TAKARAZUKA 110!』（全国ツアー）
- 2024年11 - 2025年3月、『ゴールデン・リバティ』 - エンジェル、新人公演：モンタナ（本役：白雪さち花）『PHOENIX RISING（フェニックス・ライジング）』
- 2025年5月、『Twinkle Moon』（宝塚バウホール）
- 2025年7 - 11月、『GUYS AND DOLLS』 - ホット・ボックス・ドールズ

## 出演イベント
- 2018年12月、タカラヅカスペシャル2018『Say! Hey! Show Up!!』[注釈 4]